# 湖南自治运动
湖南自治运动，是北洋政府時期湖南省出現的一起主張自治的政治運動。湖南左派人士包括彭璜、毛澤東等人曾經受当时湖南省的聯省自治以及制宪运动而推動該運動，主張建立「湖南共和國」，同時在上海《時事新報》、長沙《大公報》發表如「湖南建设问题的根本问题——湖南共和国」等文章，主張湖南自治，反對統一，脫離中國獨立建國觀點，欲使湖南脫離中国北洋政府獨立。該主張並沒有獲得足夠支持，并随着国共两党在苏联支持下北伐，以湖南省宪法的废除而结束。
美國漢學家裴士鋒認為，湖南自治運動是受到湖南民族主義的啟發。民国时期的湖南省自治运动一定程度刺激了地方自治意识的普及和大众化。
民国初年，湖南苦于多年南北战争的侵扰，受限于北洋政府以及广州中华民国政府的关系，以谭延闿，李剑农為首的士绅阶层，极力主张联省自治的地方主义，邀请王正廷在內的13名知名學者組成湖南省宪起草委员会，起草了中华民国湖南省宪法 ，并于1922年1月1日颁布实施，湖南自治运动由此达到高潮。

## 詳情
中华民国初年，经过袁世凯称帝倒台后，受联省自治思潮影响，政治家与地方实力军人提出联邦制的中国政治制度改革方案，主张各省自治立宪。
1918年，湖南督军张敬尧在湖南烧杀抢掠，与民争利，被人民痛骂为“张毒”。
1919年，五四运动爆发。7月14日，湖南省學聯刊物《湘江評論》創刊，毛澤東為主編和主要撰稿人，「以宣傳最新思潮為宗旨」；毛澤東為創刊號撰寫創刊宣言及長短文二十餘篇，揭露和抨擊帝國主義和封建勢力:42-43。8月中旬，由於湖南學生聯合會領導長沙群眾舉行焚燒日貨，張敬堯的軍警包圍湖南學生聯合會，脅迫彭璜停止反日愛國運動，張貼布告，解散學聯，查封《湘江評論》:44-45。9月，毛泽东在湖南联合教育界和新闻界发动“驱张运动”。9月5日，毛澤東致信黎錦熙，說《新湖南》從第七號以後由他主持編輯；信中還說：自己頗想研究國語，非將國語教科書編成，教育是沒有辦法的；至於留法一事，算是湖南教育界的一個「新生命」；9月中旬，毛澤東在商業專門學校召集原學聯骨幹醞釀驅逐張敬堯問題，指出北洋軍閥內訌是驅張之大好時機，湖南學生要做驅張運動之主力，當即布置：一、盡可能策動教員和新聞界人士支援學生驅張；二、指派彭璜和商專代表李鳳池等去上海，聯絡省外驅張力量；三、積極恢復學聯；9月21日、9月26日，毛澤東先後在長沙《大公報》發表《表同情於師範學生》和《原來是他》兩篇短文，對摧殘教育、毒打車夫等社會現象表示憤慨:45。10月22日，毛澤東同湖南教育界1,272人聯署發出公啟，揭露張敬堯派其私黨操縱改選並控制省教育會之內幕，反對張敬堯摧殘教育事業；公啟於1920年2月20日在《湖南》月刊發表:46。
10月23日，毛澤東為問題研究會起草的《問題研究會章程》在《北京大學日刊》刊出，規定研究會只限於「以學理解決問題」，不涉及「以實行解決問題」；章程引起北京學界的重視:46-47。11月中旬，毛澤東出席新民學會在長沙周南女校召開之修改會章和改選大會，根據新會章，會議選舉何叔衡、李思安任正副執行委員長，陶毅、周世釗、毛澤東、周敦祥、魏璧、陳書農、唐耀章、蔣竹如為評議員，會後即進行驅逐張敬堯運動，會友多數外出，會務停頓一年；11月16日，毛澤東領導被張敬堯解散之湖南學生聯合會骨幹分子，重建學聯，於本日召開成立大會，大會發表再組宣言，指斥張敬堯一類軍閥「植黨營私，交相為病，如昏如醉，倒行逆施，刮削民膏，犧牲民意，草營民命，蹂躪民權」:47。同日毛澤東就轟動長沙城之新娘趙五貞因反對包辦婚姻在花轎內自殺事件，在長沙《大公報》發表《對于趙女士自殺的批評》一文；文章分析趙五貞自殺，希望熱心人要為一個殉自由、殉戀愛之女青年呼一聲「冤枉」，此後長沙教育界、新聞界和青年學生，紛紛著文，對趙五貞事件進行討論:47-48。12月1日，毛澤東在《湖南教育月刊》第一卷第二號發表《學生之工作》：學校減少教授時間，「使學生多自動研究及工作」，從事種園、種田、畜牧等事項，實行「工讀主義」；工作必須是為生產的、合於實際生活的；要使學生養成樂於農村生活之習慣，糾正學生畢業之後「多鶩都市而不樂田園」的時弊；並說，創造新學校、新教育，必須與創造新家庭、新社會相聯繫。要使家庭、社會進步，不可徒言「改良其舊」，必須矢志「創造其新」，才能達到:48。
12月3日，毛澤東同新民學會會員和湖南學聯骨幹、積極分子在長沙白沙井開會，研究形勢，討論對策；12月4日，毛在楚怡小學出席長沙各校教職員代表和學生代表聯席會議，會議決定開展驅張運動，繼續發動全省學校總罷課、游行演說；之後毛澤東在楚怡小學召開緊急會議，決定組織驅張代表團，分赴北京、天津、上海、漢口、常德、衡陽、廣州等地擴大驅張宣傳；12月6日，毛澤東率驅張請愿團離長沙赴北京，代表團在漢口停留10天左右，分頭動員旅鄂湖南學生一道驅張，聯絡湖北學生支持驅張運動，在赴京期間毛澤東等發表「快郵代電」，向全國揭露張敬堯在湖南的罪行；12月中旬，毛澤東從武漢繞道上海為赴法勤工儉學之蔡和森、向警予、蔡暢、蔡母（葛健豪）等送行，由於蔡和森等啟程時間推遲，不能久待，即離上海去北京；
12月18日，湖南驅張請願團到達北京，鄧中夏等十餘人到車站迎接，毛澤東到京後主持驅張運動，北京成為當時湖南驅張運動之大本營；12月22日，為揭露張敬堯之罪惡和宣傳驅張運動，毛澤東同張百齡、羅宗翰等組織平民通信社，毛澤東任社長，每日發稿分送京、津、滬、漢各報，將張敬堯禍湘之罪惡及各地驅張運動之消息，加以傳布:49。
12月27日，平民通信社印發由毛澤東起草、以湖南旅京公民署名之呈文《湘人力爭礦廠抵押呈總統府、國務院及外、財、農商三部文》，揭發湖南政務廳長串通水口山的德籍礦師，同美商以合資辦理湖南白鉛煉廠名義，行抵押借款之實的罪行，要求政府迅電張敬堯，取消草約，交款退出，並撤懲礦務局長，「以儆官邪而維礦政」；12月28日，毛澤東出席湖南旅京各界公民大會，討論驅張辦法，參加者千餘人；12月31日，毛澤東同彭璜、張百齡等以湖南旅京公民名義，就張敬堯違禁運煙種事上書國務院，揭露張敬堯到湘後，大開煙禁，並勸民種煙，要求國務院「速即呈明大總統，將湖南督軍張敬堯明令罷職，提交法庭依律處辦，以全國法而救湘民」；12月，楊昌濟病重，在北京德國醫院治療，毛澤東到醫院探望，楊昌濟在病中給滯留上海之章士釗寫信，向他推薦毛澤東、蔡和森:50。
1920年1月23日，毛澤東父親毛貽昌在家鄉病逝，與母親文氏合葬於韶山土地沖；毛澤東在北京忙於驅張活動，未能回湖南奔喪:52。3月25日，湖南公民代表、教職員代表、學生代表共45人，由毛澤東領銜，向全國發出快郵代電，聲討被張敬堯收買之政客組織「保張團」——旅京湘事維持會，重申湖南人民「以驅張除奸為職志」；快郵代電4月1日在上海《民國日報》發表:56。3月，毛泽东和老师黎锦熙用信件详谈湖南省自治运动的问题，认为湖南至少应该得到联邦制的美国州分的地位：“弟于吾湘将来究竟应该怎样改革，本不明白。并且湖南是中国里面的一省，除非将来改变局势，地位变成美之‘州’或德之‘邦’，是不容易有独立创设的。又从中国现下全般局势而论，稍有觉悟的人，应该就从如先生所说的‘根本解决’下手。”4月上旬，毛澤東邀集湖南代表在景山東街中老胡同商討結束在京驅張活動問題；會議決定，在北京的驅張代表，除留羅宗翰等少數人在京外，其他代表分別到武漢、上海、廣東及回湘繼續進行驅張活動；毛澤東在北京組織驅張活動期間，同李大釗、鄧中夏、羅章龍等有密切聯系，用心閱讀他們介紹之馬克思主義書刊；毛澤東熱心搜尋能夠找到為數不多之中文本共產主義書籍；毛澤東較多受到馬克思主義理論和俄國革命歷史影響，對社會歷史發展有比較正確理解:56-57。
1920年6月9日，毛澤東在上海《時事新報》發表《湘人為人格而戰》，說張敬堯禍湘；6月11日，直皖戰爭即將爆發，皖系無力挽回張敬堯失敗，當晚張敬堯出走，毛澤東在上海《時事新報》發表《湖南人再進一步》:59。谭延闿击败张敬尧，出任湖南督军。6月12日，湘軍前鋒部隊進入長沙；6月14日，湘軍總指揮趙恒惕到長沙；6月17日，湘軍總司令、湖南督軍兼省長譚延闓到長沙；6月18日，毛澤東在上海《時事新報》發表《湖南人民的自決》：「社會的腐朽，民族的頹敗，非有絕大努力，給他個連根拔起，不足以言摧陷廓清。這樣的責任，乃全國人民的責任，不是少數官僚政客武人的責任……湖南的事，應由全體湖南人民自決之。贊助此自決者，湖南人之友。障礙此自決者，湖南人之仇」:59。湖南改造促成會發起，宣言中主張湖南仿效朝鮮等國，尋求自決：
1920年6月23日，毛澤東以湖南改造促成會之名義復信湘籍老同盟會員、上海報人曾毅，提出改造湖南之主張；闡明湖南改造之要義在於「廢督裁兵」、「建設民治」；說中國20年內沒有實現「民治之總建設」的希望，在此期間，湖南應實行「自決自治」，「自辦教育，自興產業，自築鐵路、汽車路，充分發揮湖南人之精神，造一種湖南文明於湖南領域以內」；信中向打著「湘事湘人自治」旗號之譚延闓、趙恒惕政府，提出兩點要求：「第一，能遵守自決主義，不引虎入室，已入室將入室之虎又能正式拒而去之。第二，能遵守民治主義，自認為平民之一，乾凈洗脫其丘八氣、官僚氣、紳士氣，往後舉措，一以三千萬平民之公意為從違。最重要者，廢督裁兵，錢不浪用，教育力圖普及，三千萬人都有言論、出版、集會、結社之自由」；此信6月28日在上海《申報》以《湖南改造促成會復曾毅書》為題全文發表:60。毛澤東主张湖南独立，提出了“湘人自決主義”的思想，並將湖南歷史追溯到鬻熊開國，將湘軍的曾國藩等人奉為湖南的近代先賢：
7月20日，湖南學生聯合會在長沙《大公報》發表《全體學生終止罷學宣言》：「現在湘局，雖僥幸解決，但來日方長，種種均待整理……雖然，我們此次的犧牲太大，所得的代價，殊不滿足。並且此次驅張，純係軍事上的色彩，轉足以重民眾的苦痛。自今以往，我們更應有徹底的覺悟，對於這種無價值的犧牲，絕對不幹。要救湖南，事事須靠著自己，沒再做無謂的周旋，向老虎嘴裡去請願。」:61。7月22日，譚延闓為防止直、皖、桂、粵各系軍閥勢力入據湖南，緩和湘軍內部之爭，利用湖南民意，發表被稱為各省自治運動「嚆矢」之禡電：督軍制固宜廢止，但廢其名而存其實，或更擴大其權力如巡閱使、軍區長，則流弊必更滋多；湘人此次驅張，本湘人救湘、湘人治湘之精神，擬即採行民選省長制，以維湘局:61-62。7月25日，毛澤東與在長沙之湘潭教育界人士，在長沙大公報館開會，商討改進湘潭教育；會議決定成立湘潭教育促進會，毛澤東被公推為四籌備員之一，共同負責起草簡章；7月27日，湘潭教育促進會成立，毛澤東當選促進會文牘幹事；7月30日，湘潭教育促進會第一次幹事會議決定起草促進會宣言書，由毛澤東主稿:62。8月下旬，毛澤東在湘潭韶山休息；9月1日，回到長沙；8月上海「中國共產黨」正式成立，擬定一個具有黨綱黨章內容之文件，並推陳獨秀擔任書記，函約各地社會主義分子組織支部:63。
1920年9月3日，毛澤東在長沙《大公報》新開辟的「湖南建設問題」專欄，發表《湖南建設問題的根本問題——湖南共和國》一文，堅持先分省自治後解決全國總建設之觀點，提出分省建立共和國之主張：「九年假共和大戰亂的經驗，迫人不得不醒覺，知道全國的總建設在一個期內完全無望。最好辦法，是索性不謀總建設，索性分裂，去謀各省的分建設，實行『各省人民自決主義』。……湖南人沒有別的法子，唯一的法子是湖南人自決自治，是湖南人在湖南地域建設一個『湖南共和國』。我曾著實想過，救湖南，救中國，圖與全世界解放的民族攜手，均非這樣不行。」:63-64毛泽东主张中国应该像其他帝国一样解体为至少二十七个国家。
1920年9月5日，毛澤東在長沙《大公報》發表《打破沒有基礎的大中國建設許多的中國從湖南做起》：「列寧之以百萬黨員，建平民革命的空前大業，掃蕩反革命黨，洗刷上中階級，有主義（布爾失委克斯姆），有時機（俄國戰敗），有預備，有真正可靠的黨眾，一呼而起，下令於流水之原，不崇朝而占全國人數十分之八九的勞農階級，如響斯應；俄國革命的成功，全在這些處所。……中國如有徹底的總革命，我也贊成，但是不行……現在唯一的辦法，是『打破沒有基礎的大中國，建設許多的小中國』」:64。龙兼公决定推出定期專欄“湖南建設問題”，以宣扬关于湖南未来应走之政治路线的觀点，由毛澤東、彭璜兩人主筆。專欄集中討論湖南是否该成为独立国，以及如果该往这条路走，该怎么做。毛泽东认为数千年来的中国都缺乏基础，因此必须打破统一的框架与巨响：“固有的四千年大中國，盡可以說沒有中國，因其沒有基礎。說有中國也只是形式的中國，沒有實際的中國，因其沒有基礎……現在唯一的辦法，是‘打破沒有基礎的大中國，建設許多的小中國’。我主張中國原有的二十二行省三特區兩藩地，合共二十七個地方，由人民建設二十七個國。這是各省各地方人民都要覺悟的。各省各地方的人民到底覺悟與否，我們不能必，所以只能單管我們自己的湖南。湖南人呵！應該醒覺了！大組織到底無望，小組織希望無窮。湖南人果有能力者，敢造出一個旭日瞳瞳的湖南共和國來！打破沒有基礎的大中國，建設許多的小中國，‘從湖南做起’。”
1920年9月6日、9月7日，毛澤東在長沙《大公報》連續發表《湖南受中國之累以歷史及現狀證明之》：「全中國無政府，全中國大亂而特亂。我料定這種現象至少尚要延長七八年。以後中國當大分裂，大糜爛，武人更橫行，政治更腐敗。……由武人、官僚的割據壟斷，變為各省人民的各省自治……這是必至之勢。如此者十年乃至二十年後，再有異軍蒼頭特起，乃是徹底的總革命」:65。9月13日，譚延闓以地方自治為名，企圖包辦「制憲」，召集官紳名流和省議員開「自治會議」，提出「湖南自治法」，省議會即以「民意機關」自居，並組織「自治研究會」；9月23日，譚延闓決定由省議會制訂一憲法會議組織法，召集制憲會議；後因輿論反對和湘軍內訌，制憲會議沒有召開:65。
而彭璜在毛泽东的“湖南共和国”基础上进一步提出了湖南的独立计划，认为湖南共和国应该建立为“非中国式非美国式的共和国”，并指出中文中的“國”字既可以指大一統帝國，也可以指自決之國。他解釋說：中國是大一統帝國，但湖南國是自決的民族國家。中华民国的政体只能让湖南亡国和战乱：
在19和20世纪之交，部分湖南革命者一直以“民族”等词语来描述湘人，以“民族主义”一词表达自己对湖南的忠诚和热爱之情。在毛泽东基础上，彭璜的湘独理论更加地激进，為了肯定湖南自中國獨立，他认为汉族的「名目」只是逼迫湘人顺服中国统一、压迫湘人獨立的工具，他從而將湖南人排除出漢民族之外，強調只有湖南民族才是真正意義上的“民族”：
在《怎么要立湖南“国”》的最后一期中，彭璜则如此作结：“中國的湖南，簡直是英國的愛爾蘭了？凡是主張正義人道的人，哪個不贊成愛爾蘭獨立……湖南人的精神果猶未滅絕！就應當趁此晨光萬丈的時代……大呼精神獨立！民族獨立！湖南獨立！”。9月26日，毛澤東在長沙《大公報》發表《「湖南自治運動」應該發起了》：「湖南自治運動是應該由『民』來發起的。假如這一回湖南自治真個辦成了，而成的原因不在於『民』，乃在於『民』以外，我敢斷言這種自治是不能長久的。雖則具了外形，其內容是打開看不得，打開看時，一定是腐敗的，虛偽的，空的，或者是乾的」:65-66。9月27日，毛澤東在長沙《大公報》發表《釋疑》一文：「湖南自治，又是一件至粗極淺的事，毫沒有什麼精微奧妙，毫不要根據哪一部法典，或哪一家學說，只是打斷從前一切被中央各省干涉束縛的葛藤，湖南境內事，統歸湖南人自辦。……『法律學』是從『法律』推究出來的，『法律』又是從『事實』發生的，我們但造我們湖南自治的事實，不要自治法，也未嘗不可以」:66。後來的共青團領袖，當時的新民學會成員張文亮則將反對湘獨的言論分為兩類，一類是主張世界大同廢除國家的人士，另一類則是認為中國當屬一國的“抱狹義的愛國主義者”。他寫道：“對於第二派（愛中國）的愛國志士可以視同狗屁。嚴格點說來，簡直可以不齒他……我更希望把‘中國’二字遠拋東海……欲談湖南國，絕不容再所謂‘中國’存在！”张文亮认为，如果民族国家应该存续，其主体应该是湖南，而不是中国。9月30日，毛澤東在長沙《大公報》發表《「湘人治湘」與「湘人自治」》時評，批評譚延闓提出之「湘人治湘」論調：「湘人治湘」仍是一種官治，不是民治；它「把少數特殊人做治者，把一般平民做被治者，把治者做主人，把被治者做奴隸」；我們主張是「湘人自治」，鄉、縣、省完全自治，鄉長、縣長、省長實行民選:66-67。
毛澤東認為，主張“湖南國”的人要得到一種“全自治”，而不以僅僅得到“半自治”為滿足，“起碼的要求是南北分立。更進則各省自治……取革命精神，推翻一切，建設一個湖南人所欲的湖南（理想的湖南新的湖南），和廣東人所欲的廣東（理想的廣東新的廣東）……我于“湖南國”一個問題，尚有極長的理論……先述大意於此。”10月5日，毛澤東與長沙《大公報》主編龍兼公等，應邀參加各界合署發起之自治運動聯席會議，龍兼公、毛澤東相繼發言，說湖南處此稍縱即逝之局勢下，應將自治憲法於最短期內實現，「由湖南革命政府（譚延闓政府）召集憲法會議，既於理論上說得通，又於事實上做得到」:67。在9月和10月上旬，长沙《大公报》的社论充斥了湘独支持者对中华民国的反感。10月5日、6日，長沙《大公報》發表由毛澤東、彭璜、龍兼公三人提出、377人簽名（幾天後增至436人）之《由「湖南革命政府」召集「湖南人民憲法會議」制定「湖南憲法」以建設「新湖南」之建議》：譚延闓出兵驅張，召集湖南自治會議，均屬「革命行動」，他組織之政府「確是一個革命政府」；在這千載難逢之機會，由譚政府召開人民憲法會議，以免亂生枝節，比較現實；人民憲法會議代表，必須實行直接之平等之普通之選舉；由人民憲法會議制定憲法，根據憲法產生正式之湖南議會、湖南政府，以及縣、區、鄉自治機關，至此「新的湖南乃告建成」:67-68。龍、毛、彭等300餘人認為湖南“應該要主張‘全自治’，而不要主張‘半自治’”，“絕不要顧及什麼中央，和什麼各省。湖南人只知道地球之上有湖南，湖南之內要自治，絕不要瞻前顧後，自餒其氣，棄‘全自治’而主張那不痛不癢的‘半自治’。有敢妨害湖南人的自治者，湖南人為自由而戰，所不惜也。10月6日，省學聯發出致各團體和各校信，請選派代表於10月7日開聯席會議，並訂於10月10日舉行市民游街大會：「湖南自驅張成功以后，政府所籌劃，人民所仰望，報紙所鼓吹，咸集中於地方自治一點。誠以不能達到完全地方自治，則政治腐敗如故，人民痛苦無減，新湖南即無由建設。顧欲達到完全自治目的，此際實是唯一又最好之時機。……雙十節舉行市民游街大會一次，一以警告政府，一以喚醒同胞，庶幾人民憲法會議早日實現」；10月7日，毛澤東參加學聯召開之省城各團體各報館代表聯席會議，會議決定雙十節舉行自治運動游行請愿，推舉龍兼公、毛澤東起草以湖南省城全體市民名義呈省長請愿書；同日毛澤東在長沙《大公報》發表《為湖南自治敬告長沙三十萬市民》，說湖南自治運動能否成功，首先決定於長沙30萬市民：「西洋各國的政治改革和社會改革，無一不起於市民運動」；10月8日，毛澤東出席在省教育會舉行之關於召集湖南人民憲法會議之各界建議人400餘人大會，被公推為大會主席，會議同意「湖南人民憲法會議的選舉法和組織法要點」，推舉方維夏、陶毅等15人為代表，將「要點」和請願書送交譚政府；10月9日，譚延闓接見15名代表，稱「諸君所說，兄弟很表贊成，會同起草，兄弟意思就本諸君請願書，即日函知各團體」；10月10日，毛澤東參加長沙各界約2萬人之市民游街大會，游行隊伍到湘軍總司令部要求譚延闓接見，譚向代表滿口允諾：「我已允許即行召集人民憲法會議，諸君的要求，我一定可以照辦」，游行隊伍經省議會時，由於群眾對包辦「制憲」不滿，有人將議會旗子扯下:68。在10月10日的中華民國國慶日，更是引起了當時湘獨支持者的直接嘲諷。湖南《大公報》副主筆李景僑發表社論：“我們不慶祝過去的中華民國，應慶祝將來的湖南‘國’，不可嗎？……中華民國騙了我九年的‘慶祝’，不又被湖南‘國’連本帶利都騙去了。那麼國慶日的時評我還是不作！”張文亮寫的致辭則是：“又是照例的九年國慶到了！哈哈！同胞！‘國慶’！怎麼叫做國慶？國中一年來有何可慶？說來你們不要痛心嗎……那麼，今日的國慶豈不成了國喪嗎？”毛泽东则向《时事新报》投稿《反对统一》，断言中国的问题源于统一本身。同日毛澤東在上海《時事新報》副刊《學燈》之雙十節增刊，發表《反對統一》一文，堅持「大中國」沒有基礎必須促成各省自治之論點，反對南北軍閥之和議與統一:69。
1920年10月11日，毛澤東同龍兼公起草之湖南省城全體市民致譚延闓之請願書，在長沙《大公報》發表，對召集人民憲法會議之組織法和選舉法提出六點要求，認為人民憲法會議「應採革命精神，打斷從前一切葛藤，以湖南一省完全自決自主，不仰賴中央，不依傍各省，鏟除舊習，創建新邦。至此後制治精神，宜採取民治主義及社會主義，以解決政治上及經濟上之特別難點，而免日後再有流血革命之慘」:69。10月11日，《大公報》在題為《國慶日的遊街活動》的新聞稿中刊錄了国庆日时湖南社会请愿召开人民宪法会议的請願書，亦提到長沙近萬人於10月10日冒雨在省教育會坪召開自治運動大會，會上宣讀請願書，會後遊行，行進到總司令部時，將《請願書》當面交給了譚延闓。其中请愿书为大公报主笔龙兼公，毛泽东等人联合起草：
10月21日，代表制憲請願團參加由自治期成會等召開之各公團聯席會議，自治期成會等6團體提出仍由省議會起草憲法，要求表決，毛澤東、龍兼公等代表制憲請願團和報界聯合會，聲明不加入表決；至此，湖南自治運動宣告失敗而終止:69。
1920年11月23日，因湘軍內訌，譚延闓被迫辭職；11月25日，趙恒惕任湘軍總司令:70。11月25日，南方国民政府非常大总统孙中山计划北伐，邀请谭延闿出兵协助，遭到谭延闿的拒绝，孙中山随后派遣周震麟及其部属讨伐谭延闿。12月11日，湖南省人民投票《湖南省自治宪法》并且获得通过。与孙中山的部队交战中，谭延闿战败，其部下赵恒惕接受孙赐予的职务“湘军总司令”。赵恒锡与谭同样热衷于制宪运动，并向湖南省议会表达了“联省自治”的主张。
1921年4月21日，湖南省長趙恒惕公布《湖南省憲法草案》:82。4月25日至4月27日，毛澤東在長沙《大公報》連續發表《省憲法草案的最大缺點》：省憲法草案的第一個最大缺點，是對人民的權利規定得不夠；應增加三項極重要的條文：一、人民不分男女，均有承受其親屬遺產之權；二、人民有自由主張其婚姻之權；三、人民有依其自由意志求得正當職業之權；文章強調女子要有財產權和婚姻自決權；財產是一個根本，教育、職業、婚姻種種都是枝葉；文章說，尤其緊要的是要規定人民有求得正當職業的自由權，這就是將人民的「生存權」規定於憲法，求得憲法的保障；省憲法草案第二個最大缺點是，規定無正當職業之人也有被選舉權，關於勞動之事項完全沒有規定；關於勞動問題，文章認為憲法應規定勞動者的工時、工值、紅利、教育等項:83。
1922年9月，赵恒惕当选为立宪后湖南首位省长。直至1926年，在改组后的国民党北伐下，湖南省宪法废除。